# Claude Rutault

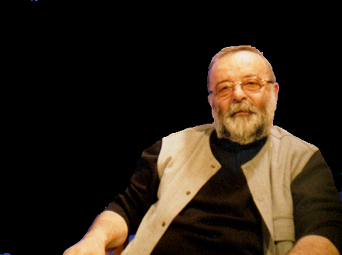
Claude Rutault (2001)

Claude Rutault (* 25. Oktober 1941 in Les Trois-Moutiers, Département Vienne; † 27. Mai 2022 in Boulogne-Billancourt, Département Hauts-de-Seine) war ein französischer Konzeptkünstler.

## Leben und Werk
Claude Rutault fertigte seine Werke nicht selbst an. Er behandelte die einzelnen Elemente, aus denen Malerei besteht: Farbe, Malgrund, Bildformat und Hängung. Die Werkstücke wurden von den betreffenden Ausstellungsmachern nach den Regeln des Künstlers realisiert. Die Mechanismen des Kunstbetriebs, basierend auf der Interaktion zwischen Kunstwerk, Künstler, Galerie, Museum, Sammler und Auktionshaus, wurden durch sein Werk sichtbar gemacht.
Die Ausstellungshäuser, von ihm als „charge takers“ bezeichnet, bekamen eine Do-it-yourself-Anleitung, die „de-finitions/methods“, von denen Rutault seit den 70er Jahren um die 600 entwickelt hatte.
Auf der documenta 6 1977 stellte Rutauld zwei Gruppen von je vier Leinwänden aus. Die Maße waren variabel, es gab die Vorgabe, dass die Farbe der Wände gleich der Farbe der ausgestellten Leinwände sein musste. Das Werk wurde als Grenzwerte von Abhängigkeit und Unabhängigkeit betitelt.
Der Veranstalter der Ausstellung hatte die Wahl zwischen drei Möglichkeiten:
- Übermalen der Leinwand in der Farbe der Wand
- Übermalen der Wand in der Farbe der Leinwand
- Übermalen der Wand und der Leinwand in einer beliebigen Farbe[3]

## de-finition/method
- de-finition/method #1 „canvas per unit“ von 1973ː Eine gespannte Leinwand, übermalt in der Farbe der Wand, an der sie hängt. Alle handelsüblichen rechteckigen, quadratischen, runden oder ovalen Leinwandformate können verwendet werden. Die Hängung soll traditionell sein.[4]
- de-finition/method #292: „exhibition-suicide 2“ː Am Ende des ersten Ausstellungstages wird das Werk abgehängt. Entweder es ist verkauft, dann wird es dem neuen Besitzer direkt ausgehändigt, oder es ist nicht verkauft, dann wird es auf der Stelle zerstört.
- de-finition/method #295: „blind painting“ von 2010ː Das Werkstück befindet sich in einem geschlossenen Raum. Nur einer Person ist es gestattet, den Raum zu betreten, nämlich derjenigen, die das Bild erworben hat.
- de-finition/method #449: „im/mobilier“ von 2010: Zwei Seite an Seite hängende Leinwände werden zum Ouadratmeterpreis des Gebäudes, in dem sie ausgestellt sind, angeboten.[5]

## Ausstellungen und Sammlungen (Auswahl)
- Stedelijk Museum voor Actuele Kunst
- Musée d’art moderne de la Ville de Paris
- Musée d’art moderne et contemporain (Genf)

Claude Rutault nahm an der documenta 6 (1977) und 7 (1982) in Kassel teil.
Er wurde von der Galerie Perrotin vertreten.